# 佐賀県立唐津東中学校・高等学校
佐賀県立唐津東中学校・高等学校（さがけんりつからつひがしちゅうがっこう・こうとうがっこう, Saga Prefectural Karatsu-Higashi Junior High School and Senior High School）は、佐賀県唐津市鏡新開に所在する県立中学校・高等学校。併設型中高一貫校。略称は「東校」、「東高」、「東中」。別名は「鶴城（かくじょう）」。「唐津東」と呼ばれることが多い。

## 高等学校の設置学科
- 普通科

## 概要
旧制中学校が前身の県立普通科高校。本校の前史は、1871年に唐津藩知事であった小笠原長国が新しい時代の人材を育成する為、唐津城内に「耐恒寮」として開かれた。進学予備校の先駆けをなし、この後、英語教師として高橋是清が招かれ、辰野金吾、曽禰達蔵などを輩出する。当初、唐津市大名小路にあった耐恒寮は放火により焼失し、唐津城の直ぐ下に移転した。
後身となる本校は耐恒寮の跡地に設置されていた。かつての校地は舞鶴公園に隣接する唐津城二の丸御殿跡地にあった。2007年に中学校が併設され中高一貫校になるのに合わせ唐津市鏡新開の現在地（松浦川東岸、東唐津駅近く）に移転した。敷地内には移転前の城下に存在した本校の正門が展示してある。旧校地には早稲田佐賀中学・高等学校が新しく設置された。
校歌は下村湖人（旧制唐津中学第六代校長）作詞、諸井三郎作曲。他に旧制中学時代の校歌が2つある。
制服は従来、男子は一般的な黒色の詰襟の学生服（中高でボタンが異なる）で、女子は紺色のセーラー服（胸元に中学はリボン、高校はスカーフ。夏服は中学は白色、高校は水色）だったが、2023年からは中高男女ともにブレザー型を選択できるようになった。

## 目標・象徴
校訓
光　力　望
基本方針
人格の陶冶を目指し、国家及び社会に貢献するために必要な優れた知性と豊かな心に満ち、健康で夢や志の実現に向けて、何事にも自ら考え自ら行動できる生徒を育成する。
学校教育目標
校訓「光　力　望」のもと、「自主自律」の精神を培い知徳体の調和のとれた、地域や国際社会の発展に貢献する高い知性と志を備えた心身ともに逞しい生徒を育成する。
校章
2007年に現在地に移転するまで本校は唐津城の麓にあり、唐津城は別名舞鶴城とも呼ばれていたため、本校も鶴城と呼ばれ校章には鶴が描かれている。

## 沿革

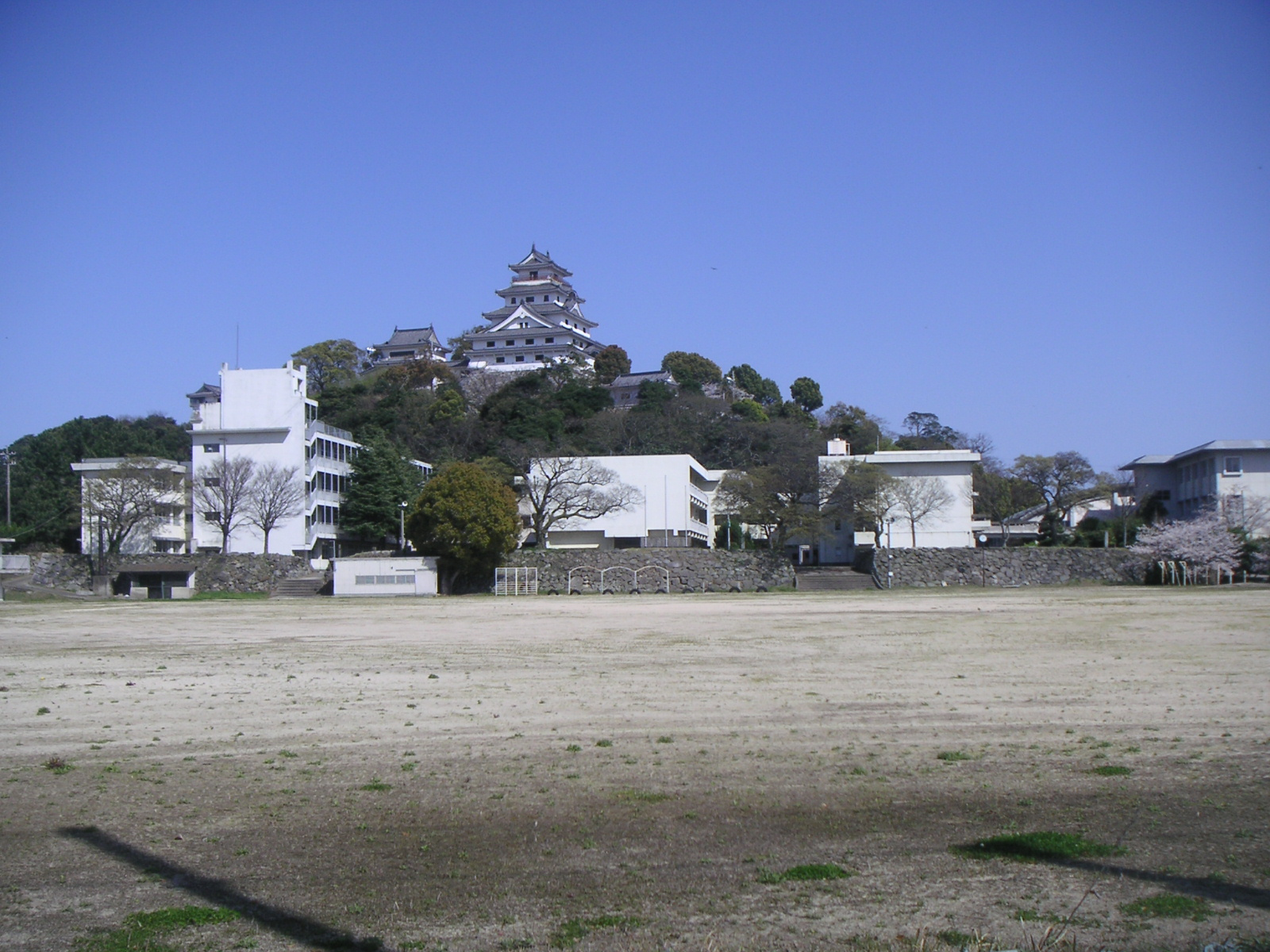
唐津城内の旧校舎（2008年撮影）

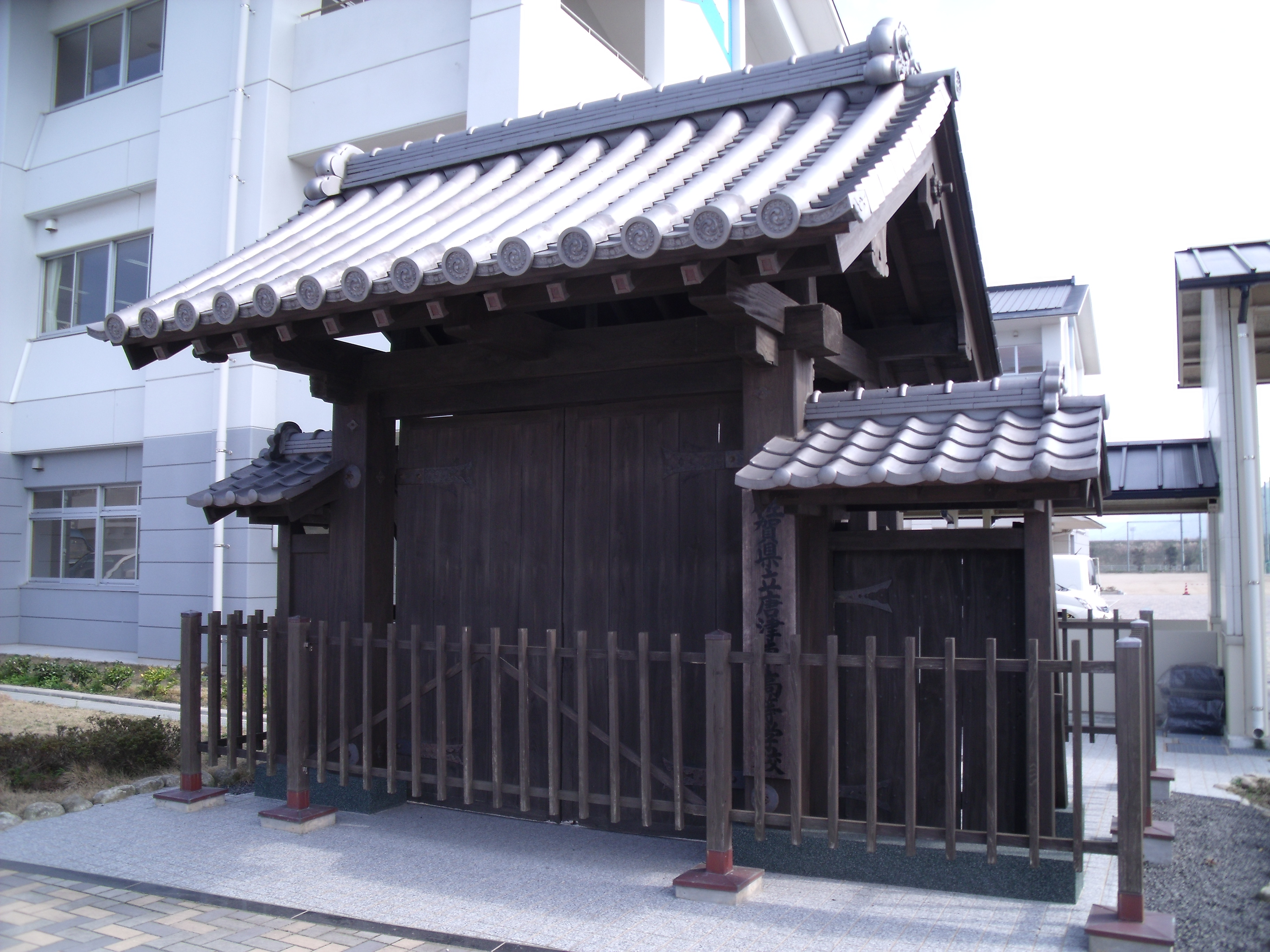
敷地内に移築保存されている旧校門

### 前史
- 1823年（文政6年） - 唐津藩第16代藩主小笠原長昌が藩校志道館を設立。
- 1870年（明治3年） - 唐津藩が藩校英学校（耐恒寮）を設立。
- 1872年（明治5年） - 学制制定に伴い、志道館および英学校が閉鎖。
- 1874年（明治7年） - 大島小太郎等により「余課所」が設立され、漢学・地理・算術などが教授。後に城下に移転し、共立学校と改称。
- 1876年（明治9年） - 大島小太郎らにより東松浦・西松浦両郡組合立公立唐津準中学校設立。
- 1878年（明治11年） - 長崎県[6]立唐津中学校が開校。
- 1879年（明治12年） - 公立唐津中学校（4年制中学・8学級）と改称。
- 1883年（明治16年） - 佐賀県再置のため、佐賀県立唐津中学校と改称。
- 1884年（明治17年） - 県の財政難のため、佐賀県立唐津中学校が廃校。
- 1887年（明治20年） - 学制の改正により公立唐津高等小学校と改称。農商学所を併置。
- 1888年（明治21年） - 組合立唐津大成学校（5年制5学級（予科1年本科4年））が開校。
- 1893年（明治26年） - 組合立唐津大成学校を大成校と改称。
- 1895年（明治28年） - 佐賀県立東松浦実科中学校開校。

### 正史
佐賀県立唐津中学校(旧制)
- 1896年（明治29年） - 佐賀県尋常中学校[7]唐津分校が開校。
- 1899年（明治32年） - 佐賀県尋常中学校から分離独立し、佐賀県立第三中学校として設立。これをもって創立年としている。
- 1904年（明治37年） - 佐賀県立唐津中学校と改称。
- 1905年（明治38年）4月30日 - 唐津中学遭難事故発生[8]。
- 1924年（大正13年） - 旧校歌「宇宙のみ生命」制定。
- 1948年（昭和23年）4月1日 - 学制改革により、佐賀県立唐津第一高等学校（男子校）となる。全日制課程普通科を設置。

佐賀県立唐津高等学校
- 1949年（昭和24年） - 佐賀県立唐津第一高等学校・佐賀県立唐津第二高等学校が統合し、佐賀県立唐津高等学校（男女共学）となる。旧制中学の流れを汲む旧一高校舎は東校舎、女学校の流れを汲む旧二高校舎は西校舎と呼ばれる。全日制課程普通科、通信制課程、定時制課程を設置。
- 1950年（昭和25年） - 校歌「天日かがやき」制定。校章、バッヂ制定。
- 1951年（昭和26年） - 厳木分校設置。定時制普通科・商業科・家庭科。
- 1952年（昭和27年） - 西校舎に家政科を設置。本校の定時制課程を募集停止。通信制課程を佐賀高校に移転。1年生の定員は全日制普通科520名、家政科80名、厳木分校定時制100名。

佐賀県立唐津東高等学校
- 1956年（昭和31年） - 佐賀県立唐津高等学校を佐賀県立唐津東高等学校（現校名）と佐賀県立唐津西高等学校に分離（厳木分校は西高に移管）。全日制普通科を設置。第1回鶴城祭を開催。
- 1960年  (昭和35年)   - 女子制服制定
- 1976年（昭和51年） - 生徒会広報誌「鶴輪」創刊。
- 1978年（昭和53年） - 耐寒訓練始まる。
- 1999年（平成11年） - 創立100周年。校訓を制定。
- 2006年（平成18年） - 佐賀県立唐津東中学校を開校。現在の時制を導入。
- 2007年（平成19年） - 現在地に移転。新校舎落成記念式典。
- 2008年  (平成20年)   - 併設型中高一貫教育　全６学年２７学級完成  ・中学校　　一年定員１２０名（３学級）  ・高等学校　一年定員２４０名（６学級）
- 2011年（平成23年） - 同窓会館が現在地に新築落成。
- 2013年（平成25年）3月27日 - 東経130度子午線モニュメント除幕式。
- 2019年 (令和元年)　- 創立１２０周年記念式典

## 校歌
前身の佐賀県立唐津中学校の校歌である「宇宙のみ命」、そして、現在の校歌「天日かがやき」の作詞者は、佐賀県立唐津中学校・第6代（大正11～14年）校長 下村虎六郎、後年の「次郎物語」の著者、下村湖人である。
校歌「天日かがやき」
下村湖人　作詞　　諸井三郎　作曲
１．
天日かがやき大地は匂い
潮風平和を奏づる郷に
息づくわれらは松浦（まつら）の浜の
光の学徒
光、光、光の学徒
２．
はてなく広ごる真理の海に
抜手をきりつつ浪また浪を
こえゆくわれらは松浦の浜の
力の学徒
力、力、力の学徒
３．
平和と真理に生命（いのち）をうけて
久遠の花咲く文化の園を
耕すわれらは松浦の浜の
希望（のぞみ）の学徒
希望、希望、希望の学徒
４．
われらの理想は祖国の理想
祖国の理想は世界の理想
理想を見つめて日毎に進む
われらは学徒
光、力、希望の学徒

## 学校の特色
教育課程
高等学校は全日制普通科のみ設置。2年次から文系・理系でクラス編成され、3年次に習熟度別・志望校別のクラス編成となる。数学は展開授業を実施している。月に1・2回、土曜日に補習授業があるほか、長期休業中に特別課外授業の時間を豊富にとっており、スキルアップセミナーと称された夏課外が行われている。授業は50分7コマ制（週35コマ）。原則午前8時登校であり朝の20分間は朝読書や小テストなどに充てられる。定期考査は年5回実施され、そのほか模擬試験として県下一斉模試、進研模試、全統模試、駿台模試が実施される。
中学校の授業は50分6コマ制。授業内容は基本的に学習指導要領に沿っているが、数学と英語では発展的な内容を取り扱うこともある。なお、高等学校において、唐津東中学校からの内部進学者と、他の中学校からの外部進学者は、入学時から共通で学級編制が行われており、分けられることはない。
入学者選抜
高等学校の入学定員は240名（6学級）で、このうち唐津東中学校からの内部進学者を除いた120～130名程度を募集する。2012年度入試からは特色選抜A方式（2月）と一般選抜（3月）の2回に分けて選抜され、前者で20名、後者で100～110名程度が選抜される。志願倍率は特色選抜では7倍程度、一般選抜では1.0～1.2倍程度。
中学校の入学定員は120名（3学級）で、1月に行われる適性検査等の結果から男子60名・女子60名を選抜する。
施設
校舎は北棟（管理棟・特別教室棟、RC造2階建）、中棟（管理棟・特別教室棟、RC造3階建）、南棟（普通教室棟、RC造3階建）から成る。中学・高校の全ホームルーム教室と全多目的教室に冷暖房を設置している。
体育施設としては講堂も兼ねた高校体育館・中学校体育館、武道場、弓道場、テニスコート6面、プール（25m）、全面芝生の野球グラウンド（高校野球部専用）及び約150メートル四方のグラウンドがある。
また、校門から約100メートル離れたところに同窓会館があり（2012年（平成24年）落成）、講演会や部活動合宿で利用できる。
東経130度子午線
学校敷地内の東側駐車場及び野球グラウンドを、東経130度子午線が通過しており、2013年3月27日に同窓会（「唐津鶴城同窓会」）がそのモニュメントを建立した。モニュメントに記された経度・緯度は、東経130度00分00.000秒、北緯33度26分09.424秒となっており、その不確かさは数ミリメートルの正確なものである。

## 学校行事

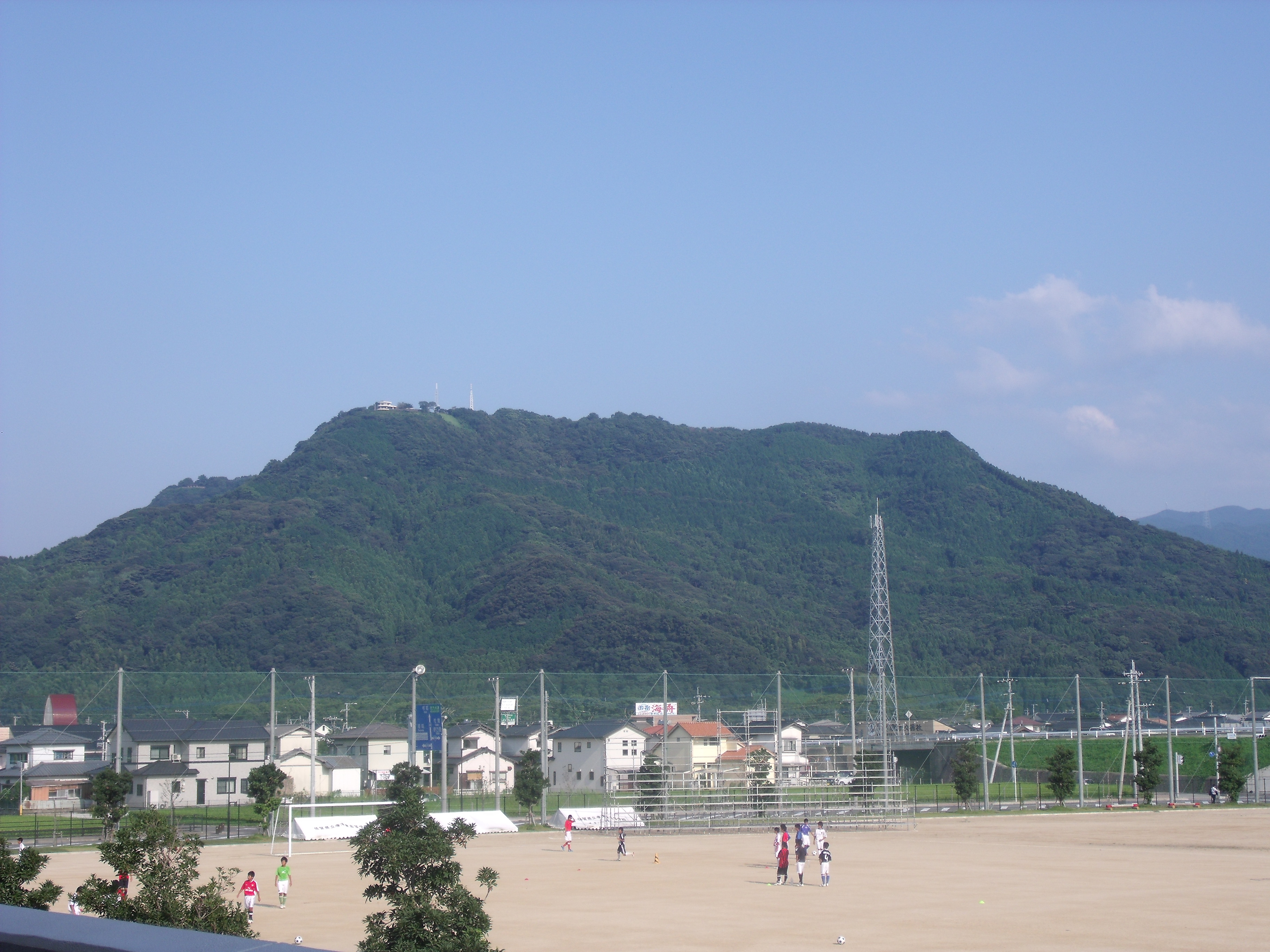
本校の校庭と鏡山

5月には開校記念登山として鏡山に登山し、本校の特徴ともいえる歴代の校歌3つを聞くことが恒例行事となっている。また、「鶴城祭」と称された体育祭も開催され、伝統行事である応援合戦では工事現場用足場で組み立てられたひな壇に各団の団員が座り、パネルと呼ばれる合わせ絵を披露しながら、団の代表が舞と呼ばれる本校の伝統的な踊りを披露する。
1学期
- 4月 - 始業式、入学式、新入生合宿、開校記念式典、開校記念登山（鏡山）
- 5月 - 中間考査
- 6月 - 県高校総体、期末考査
- 7月 - 夏季クラスマッチ、県中学総体、三者面談、夏季特課（前期）
- 8月 - 夏季休業、夏季特課（後期）

2学期
- 9月 - 鶴城祭、中学修学旅行（京都・奈良）

鶴城祭では、第1,2日目に文化祭、第3日目に体育大会が開催される。体育大会では、生徒は出身小学校によって一区、二区、三区及び四区のいずれかに振り分けられ、それぞれ応援団を結成し対抗する。
- 10月 - 県総合文化祭、中間考査
- 11月 - 期末考査
- 12月 - 冬季クラスマッチ、冬季特課

3学期
- 1月 - 耐寒訓練、大学入試センター試験、修学旅行（北海道）
- 2月 - 学年末考査
- 3月 - 卒業式

## 部活動
部や季節によってやや変動するが、平日に活動できる時間は概して16時半～19時である（授業終了は16時10分だが終礼があるため）。体育部の活動が盛んで、文化系の部活動は数が少ない。陸上競技部は1970年（昭和45年）の和歌山総体で全国2位に入賞したことがある。また、科学部は「缶サット甲子園」で、2011年、2013年に全国優勝を果たし、米国で開かれた世界大会に出場した。
（※下記一覧において、中高両方に存在する部には★印を付記。その他は高校のみに存在。）
体育部
- 野球★
- 陸上競技★
- サッカー★
- バスケットボール★
- バレーボール★
- ソフトテニス★
- 卓球★
- 剣道★
- 弓道
- 登山
- 硬式テニス
- 漕艇
- ヨット
- 空手道
- バドミントン

文化部
- 美術★
- 音楽★
- 書道★
- 茶道
- 家庭研究
- 科学
- 放送
- 写真

## 著名な卒業生
政官財界
- 広津素子（政治家、東高16期）- 元衆議院議員（自由民主党所属）。小泉チルドレン。
- 脇山伸太郎（政治家）- 佐賀県東松浦郡玄海町長
- 峰達郎（政治家、薬剤師）- 佐賀県唐津市長
- 掛下重次郎（官僚）- 司法官僚、大審院判事、大審院検事
- 山田義見（官僚）- 大蔵次官
- 松岡平市（官僚）- 岸信介内閣総理大臣秘書官
- 川原英之（官僚）- 通商産業省官房長。城山三郎の小説『官僚たちの夏』に登場する鮎川のモデル。
- 横尾龍（官僚・実業家）- 播磨造船所会長
- 青木大吉（公認会計士）- トーマツ創業者
- 山崎元幹（実業家）- 南満州鉄道総裁
- 大島小太郎（実業家・政治家）- 唐津銀行頭取、佐賀県会議員
- 坂田重保（実業家）- 親和銀行頭取

法曹
- 熊本典道（裁判官、唐高7期）- 袴田事件を担当

学術・教育
- 天野為之（経済学者）- 衆議院議員、早稲田大学学長、早稲田実業学校学長を歴任
- 内田寛一（地理学者）- 日本における歴史地理学の開拓者として知られる
- 川添信介（哲学者、東高18期）- 京都大学大学院文学研究科教授
- 田邊新之助（教育者） - 現在の逗子開成中学校・高等学校、鎌倉女学院中学校・高等学校の創立者。（学内の唐津伝習所卒業）
- 村井実（教育学者）- 慶應義塾大学文学部教授、慶應義塾女子高等学校長、大東文化大学教授を歴任。
- 山口久太 (教育者) - 東海大学体育学部教授、体育学部長、日本体育協会副会長を歴任。八千代松陰中学校・高等学校創立者。
- 稲葉継雄（歴史学者）- 九州大学大学院人間環境学研究院教授兼韓国研究センター長

軍人
- 尾高亀蔵（陸軍中将）- 大日本帝国陸軍中将
- 原清（海軍士官）- 大日本帝国海軍中将
- 市丸利之助（海軍士官）- 大日本帝国海軍中将 硫黄島の戦い参照

文化人
- 辰野金吾（建築家）- 工学博士 帝国大学工科大学学長 日本建築学会会長 東京駅など設計
- 曽禰達蔵（建築家）- 旧三菱銀行神戸支店など設計
- 井手俊郎（脚本家）- 映画『青い山脈』脚本などを執筆
- 中里逢庵（陶芸家）- 第13代中里太郎右衛門 日本工匠会会長 国際陶芸アカデミー会員
- 野崎喩（工業デザイナー）
- 板井典夫（フードスタイリスト、東高22期）- 日本におけるフードスタイリスト第1号
- 中里雅子（アナウンサー、東高17期）- フリーアナウンサー。元テレビ朝日アナウンサー
- 田久保尚英（アナウンサー、東高26期）- テレビ西日本報道制作局アナウンス部長
- ムロタニツネ象（漫画家）

スポーツ選手
- 重由美子（ヨット選手、東高28期）
- 木塚忠助（プロ野球選手）- 南海ホークスを経て近鉄バファローズや東京オリオンズでコーチを務めた
- 山口和雄（プロ野球選手）- 南海ホークス
- 山田康二（競艇選手）- 平成23年最優秀新人選手
- 徳川慎之介（バスケットボール選手）- 福島ファイヤーボンズ

音楽
- 佐藤和哉（篠笛奏者・作曲家、東高44期）

## 著名な教職員
- 高橋是清（武士（仙台藩士）、官僚、政治家）- 耐恒寮教員

## アクセス
- JR筑肥線東唐津駅 - 徒歩5分
- 昭和自動車（昭和バス）唐津東中高前停留所 - 徒歩0分